# Frédéric IV de Legnica
Frédéric IV de Legnica (né le 20 avril 1552, mort le 27 mars 1596) est duc de Legnica de 1571 jusqu'à sa mort il règne conjointement avec son frère ainé de 1571 à 1576 puis seul de 1576 à 1580 de nouveau corégent en 1580 et enfin seul de 1581 à 1596.

## Biographie
Frédéric IV est le 3e mais second fils survivant de Frédéric III de Legnica et de son épouse Catherine, fille de  Henri V de Mecklembourg-Schwerin. Il porte le nom de son frère Frédéric mort à huit ans en 1551, un an avant sa naissance. En décembre 1570 il devient corégent du duché de Legnica sous la tutelle de son frère ainé Henri XI. Frédéric IV décide de mettre à profit l'engagement d'Henri XI dans les guerres de Religion en France pour s'affranchir de sa tutelle.
Il demande à l'empereur Maximilien II de Habsbourg d'envisager un traité de division du duché entre eux. Une commission impériale spéciale déclare le 13 mars 1576 que Frédéric IV doit devenir le seul duc de Legnica et un mois plus tard le 17 avril par décret il prend officiellement possession du duché. Frédéric IV doit en contrepartie assurer tous les besoins de la famille d'Henri XI qui était restée en Silésie notamment en numéraire et en nourriture.
La date d'entrée en vigueur de la répartition officielle du patrimoine du duché de Legnica est fixée au 29 septembre 1577. Mais tout est remis en question par la mort de l'Empereur  Maximilien II le 12 octobre 1576, car son successeur, Rodolphe II du Saint-Empire veut réexaminer le cas. Le 5 octobre 1580 le nouvel Empereur proclame une sentence favorable au frère ainé qui annule le décret du 17 avril 1576. Les deux frères sont nommés ducs souverains conjoints du duché. Henri XI installe sa résidence officiel à Legnica, et Frédéric IV est obligé de se retirer à Chojnów (en allemand : Haynau ou Hainau) le douaire de leur mère.
La situation évolue des l'année suivante du fait de l'insubordination permanente d'Henri XI qui refuse même de rendre l'hommage ce qui entraine une intervention des troupes impériales. Bien que victorieux Henri XI décide de se rendre à Prague pour obtenir son pardon mais l'empereur le prive de sa partie du duché. Legnica est attribué en totalité à Frédéric IV qui redevient seul duc, mais qui doit comme dans l'accord initial subvenir aux besoins de la famille d'Henri XI qui reste prisonnier de l'Empereur, en lui attribuant une somme de 30 talers par semaine. Après sa mort sans héritier, Frédéric IV a comme successeur à Legnica son cousin Joachim-Frédéric de Brzeg fils ainé de Georges II de Brzeg.

## Unions et postérité
Le 20 janvier 1587 il épouse  Marie Sidonie (née le 10 mai 1572, morte le 3 octobre 1587 à la suite de la naissance de sa fille) fille de Venceslas III Adam de Cieszyn. Ils ont une fille unique:
- Marie Catherine (née le 17 septembre 1587, morte le 20 septembre 1587).

Le 23 novembre 1589, Frédéric IV épouse en secondes noces Dorothée (née à Kolding le 16 octobre 1569 - † à Legnica le 5 juillet 1593 à la suite de la naissance de son second enfant), fille ainée de  Jean de Schleswig-Holstein-Sonderbourg. Ils ont deux enfants:
- un fils (né  †  25 mai 1592).
- un fils (né  †  25 juin 1593).

Le 24 octobre 1594, Frédéric IV épouse en troisièmes noces Anne de Wurtemberg († Haynau, le 7 juillet 1616), fille de Christophe de Wurtemberg et veuve de Jean-Georges d'Oława. Ils n'ont pas d'enfants.

## Sources
- (en) Cet article est partiellement ou en totalité issu de l’article de Wikipédia en anglais intitulé « Frederick IV of Liegnitz » (voir la liste des auteurs), édition du 2 juillet 2014.
- (en) & (de) Peter Truhart, Regents of Nations, K. G Saur Münich, 1984-1988 (ISBN 359810491X), Art. « Liegnitz (Pol. Legnica) + Goldberg », p.  2451-2452.
- (de) Europäische Stammtafeln Vittorio Klostermann, Gmbh, Francfort-sur-le-Main, 2004  (ISBN 3465032926),  Die Herzoge von Schlesien, in Liegnitz 1352-1596, und in Brieg 1532-1586 des Stammes der Piasten  Volume III Tafel 10.